# Czech Hockey Games 2017
České hokejové hry 2017 byl turnaj v rámci série Euro Hockey Tour 2016/2017, který se hrál od 27. do 30. dubna 2017 v Budvar aréně v Českých Budějovicích.
Vítězem turnaje se stalo Česko, které prohrálo pouze na nájezdy s Ruskem. Na druhém místě se umístilo Finsko a třetí skončilo Rusko.

## Zápasy
| 27. dubna 2017 18:30 SELČ | Švédsko | 4:3 PP (0:2, 1:1, 2:0, 1:0) | Rusko | Hovet, Stockholm Návštěvnost: 8 096 |  |

| Zpráva                                                                      |                                                                             |                             |                                                           |  |
| Niklas Svedberg                                                             | Niklas Svedberg                                                             | Brankáři                    | Andrej Vasilevskij                                        |  |
| Elias Lindholm 27' John Klingberg 43' Linus Omark 50' Gabriel Landeskog 64' | Elias Lindholm 27' John Klingberg 43' Linus Omark 50' Gabriel Landeskog 64' | 0:1 0:2 1:2 1:3 2:3 3:3 4:3 | 7' Sergej Mozjakin 18' Viktor Antipin 30' Sergej Mozjakin |  |
| 12 min                                                                      | 12 min                                                                      | Tresty                      | 6 min                                                     |  |
| 20                                                                          | 20                                                                          | Střely                      | 25                                                        |  |

| 27. dubna 2017 18:30 SELČ | Finsko | 2:3 (2:1, 0:1, 0:1) | Česko | Budvar aréna, České Budějovice Návštěvnost: 6 205 |  |

| Zpráva                              |                                     |                     |                                                  |  |
| Harri Säteri                        | Harri Säteri                        | Brankáři            | Petr Mrázek                                      |  |
| Antti Pihlström 3' Miro Aaltonen 8' | Antti Pihlström 3' Miro Aaltonen 8' | 1:0 2:0 2:1 2:2 2:3 | 14' Roman Červenka 30' Jan Rutta 45' Robin Hanzl |  |
| 10 min                              | 10 min                              | Tresty              | 10 min                                           |  |
| 29                                  | 29                                  | Střely              | 39                                               |  |

| 29. dubna 2017 13:00 SELČ | Rusko | 0:1 (0:0, 0:0, 0:1) | Finsko | Budvar aréna, České Budějovice Návštěvnost: 6 401 |  |

| Zpráva             |                    |          |                       |  |
| Andrej Vasilevskij | Andrej Vasilevskij | Brankáři | Joonas Korpisalo      |  |
|                    |                    | 0:1      | 50' Valtteri Filppula |  |
| 14 min             | 14 min             | Tresty   | 14 min                |  |
| 33                 | 33                 | Střely   | 16                    |  |

| 29. dubna 2017 17:00 SELČ | Česko | 8:4 (1:2, 3:1, 4:1) | Švédsko | Budvar aréna, České Budějovice Návštěvnost: 6 401 |  |

| Zpráva | |                                                 |                                                                             |  |
| Pavel Francouz | Pavel Francouz | Brankáři                                        | Eddie Läck                                                                  |  |
| Tomáš Kundrátek 4' Michal Birner 31' Jan Kovář 37' Radim Šimek 37' Petr Holík 48' Roman Červenka 57' Michal Kempný 59' Radim Šimek 59' | Tomáš Kundrátek 4' Michal Birner 31' Jan Kovář 37' Radim Šimek 37' Petr Holík 48' Roman Červenka 57' Michal Kempný 59' Radim Šimek 59' | 1:0 1:1 1:2 1:3 2:3 3:3 4:3 5:3 5:4 6:4 7:4 8:4 | 17' Mario Kempe 19' John Klingberg 28' Gabriel Landeskog 54' Carl Klingberg |  |
| 12 min | 12 min | Tresty                                          | 16 min                                                                      |  |
| 32 | 32 | Střely                                          | 21                                                                          |  |

| 30. dubna 2017 14:30 SELČ | Švédsko | 2:3 (2:2, 0:0, 0:1) | Finsko | Budvar aréna, České Budějovice Návštěvnost: 6 198 |  |

| Zpráva                              |                                     |                     |                                                 |  |
| Viktor Fasth                        | Viktor Fasth                        | Brankáři            | Joonas Korpisalo                                |  |
| Anton Strålman 9' Victor Hedman 20' | Anton Strålman 9' Victor Hedman 20' | 0:1 0:2 1:2 2:2 2:3 | 3' Oskar Osala 8' Tomi Sallinen 56' Oskar Osala |  |
| 6 min                               | 6 min                               | Tresty              | 4 min                                           |  |
| 26                                  | 26                                  | Střely              | 24                                              |  |

| 30. dubna 2017 18:30 SELČ | Česko | 3:4 SN (1:0, 1:1, 1:2, 0:0, 0:1) | Rusko | Budvar aréna, České Budějovice Návštěvnost: 6 401 |  |

| Zpráva                                      |                                             |                             |                                                                                               |  |
| Petr Mrázek                                 | Petr Mrázek                                 | Brankáři                    | Ilja Sorokin                                                                                  |  |
| Tomáš Hyka 18' Petr Vrána 24' Jan Kovář 53' | Tomáš Hyka 18' Petr Vrána 24' Jan Kovář 53' | 1:0 1:1 2:1 2:2 2:3 3:3 3:4 | 21' Jevgenij Dadonov 45' Nikita Gusev 51' Ivan Provorov 65' Nikita Gusev (rozhodující nájezd) |  |
| 6 min                                       | 6 min                                       | Tresty                      | 6 min                                                                                         |  |
| 24                                          | 24                                          | Střely                      | 16                                                                                            |  |

## Tabulka
| Poř. | Tým     | Z | V | VP | PP | P | VG | OG | B |
| ---- | ------- | - | - | -- | -- | - | -- | -- | - |
| 1.   | Česko   | 3 | 2 | 0  | 1  | 0 | 14 | 10 | 7 |
| 2.   | Finsko  | 3 | 2 | 0  | 0  | 1 | 6  | 5  | 6 |
| 3.   | Rusko   | 3 | 0 | 1  | 1  | 1 | 7  | 8  | 3 |
| 4.   | Švédsko | 3 | 0 | 1  | 0  | 2 | 10 | 14 | 2 |

Z = Odehrané zápasy; V = Výhry; VP = Výhry v prodloužení/nájezdech; PP = Prohry v prodloužení/nájezdech; VG = vstřelené góly; OG = obdržené góly; B = Body